# Lalla Fatima Zahra bint Abdelaziz
 (février 2024).
La mise en forme du texte ne suit pas les recommandations de Wikipédia : il faut le « wikifier ».
Les points d'amélioration suivants sont les cas les plus fréquents. Le détail des points à revoir est peut-être précisé sur la page de discussion.
- Les titres sont pré-formatés par le logiciel. Ils ne sont ni en capitales, ni en gras.
- Le texte ne doit pas être écrit en capitales (les noms de famille non plus), ni en gras, ni en italique, ni en « petit »…
- Le gras n'est utilisé que pour surligner le titre de l'article dans l'introduction, une seule fois.
- L'italique est rarement utilisé : mots en langue étrangère, titres d'œuvres, noms de bateaux, etc.
- Les citations ne sont pas en italique mais en corps de texte normal. Elles sont entourées par des guillemets français : « et ».
- Les listes à puces sont à éviter, des paragraphes rédigés étant largement préférés. Les tableaux sont à réserver à la présentation de données structurées (résultats, etc.).
- Les appels de note de bas de page (petits chiffres en exposant, introduits par l'outil «  Source ») sont à placer entre la fin de phrase et le point final[comme ça].
- Les liens internes (vers d'autres articles de Wikipédia) sont à choisir avec parcimonie. Créez des liens vers des articles approfondissant le sujet. Les termes génériques sans rapport avec le sujet sont à éviter, ainsi que les répétitions de liens vers un même terme.
- Les liens externes sont à placer uniquement dans une section « Liens externes », à la fin de l'article. Ces liens sont à choisir avec parcimonie suivant les règles définies. Si un lien sert de source à l'article, son insertion dans le texte est à faire par les notes de bas de page.
- La présentation des références doit suivre les conventions bibliographiques. Il est recommandé d'utiliser les modèles {{Ouvrage}}, {{Chapitre}}, {{Article}}, {{Lien web}} et/ou {{Bibliographie}}. Le mode d'édition visuel peut mettre en forme automatiquement les références.
- Insérer une infobox (cadre d'informations à droite) n'est pas obligatoire pour parachever la mise en page.

Pour une aide détaillée, merci de consulter Aide:Wikification.
Si vous pensez que ces points ont été résolus, vous pouvez retirer ce bandeau et améliorer la mise en forme d'un autre article.
La princesse Lalla Fatima Zahra, (en arabe : لالة فاطمة الزهراء بنت عبد العزيز) née le 13 juin 1927 à Tanger et morte le 15 septembre 2003 à Rabat, est la fille du sultan Abdelaziz du Maroc et de son épouse, Lalla Yasmin al-Alaoui.

## Biographie
Lalla Fatima Zahra est née à Tanger. Ses parents sont le sultan Abdelaziz du Maroc et son épouse Lalla Yasmin al-Alaoui. Son père, ex-sultan du Maroc à sa naissance, avait abdiqué en 1908 et avait dès lors élu domicile à Tanger en tant que pensionnaire de son successeur le sultan Moulay Abd al-Hafid. À Tanger, Lalla Fatima Zahra fut scolarisée à l'École italienne puis a poursuivi ses études secondaires dans la même ville au Collège français où elle obtient son baccalauréat.

## Patronages
Lalla Fatima Zahra a dédié ses efforts pour la cause des droits des femmes au Maroc,. En 2001, elle avait osé briser un tabou en parlant publiquement du sida au Maroc. Lalla Fatima Zahra a présidé plusieurs organismes et fut notamment la présidente de :
- (1969) l'Union Nationale de la Femme Marocaine. Nommée à sa tête dès sa création par le roi Hassan II[9].

Elle a également été présidente d'honneur de :
- (1971) l'Association Marocaine de Planification Familiale[11] ;
- l'Association Marocaine de Créations Contemporaines (AMCC) ;
- l'Association Régionale d'Action Culturelle de Tanger ;
- (2001) le Festival International de Musique de Tanger[12].

## Vie privée
Âgée de 16 ans, elle est fiancée à son futur mari, un cousin éloigné, Moulay Hassan ben el-Mehdi alors calife de Tétouan. Leur mariage a eu lieu le 6 juin 1949 à Tétouan,. Son mariage a été célébré en grande pompe dans cette ville occupée par les Espagnols et de nombreux dignitaires marocains et espagnols étaient invités. Le couple a une fille : la princesse Chérifa Lalla Oum Kelthoum.
En 1956, après le retour d'exil de Mohammed V, son mari renouvelle son allégeance au roi et renonce à son poste de calife. Il est ensuite nommé ambassadeur au Royaume-Uni de 1957 à 1965, puis à Rome de 1965 à 1967. Elle accompagne son mari lors de ses deux mandats d'ambassadeur.
Le couple divorce en 1972.

## Honneurs

### Honneurs nationaux
- Grand officier de l'ordre de la Mehdauia de Tétouan (1949).
- Dame grand cordon de l'ordre du Trône.

### Honneurs étrangers
- Commandeur de l'ordre national de la Légion d'honneur (France, 11 août 2003)[16].

## Mort
Lalla Fatima Zahra meurt le 15 septembre 2003 à la clinique du palais royal de Rabat. Elle était âgée de 76 ans. Elle est enterrée au mausolée Moulay Al Hassan, dans l'enceinte du palais Royal de Rabat.

## Titulature
- 13 juin 1927 – 15 septembre 2003 : Son Altesse la princesse Lalla Fatima Zahra[11].